# بنیاد لارا و جان آرنولد
بنیاد لارا و جان آرنولد (انگلیسی: Laura and John Arnold Foundation) بنیاد خیریه‌ای است که بیشتر تمرکز آن بر روی تحقیقات انجام می‌شود. این بنیاد توسط جان دی آرنولد سرمایه‌دار و یکی از جوان‌ترین میلیاردرهای جهان و همسرش «لو را آرنولد» اداره می‌گردد.